# سودا نثیل
سودا نثیل (عربی: سودا نثيل، آوانگاری: Sawdā’ Nathīl) یک منطقه مسکونی در قطر است که در شهرداری الریان واقع شده است.